# 前線及び軍事輸送航空隊指揮所 (国家人民軍)

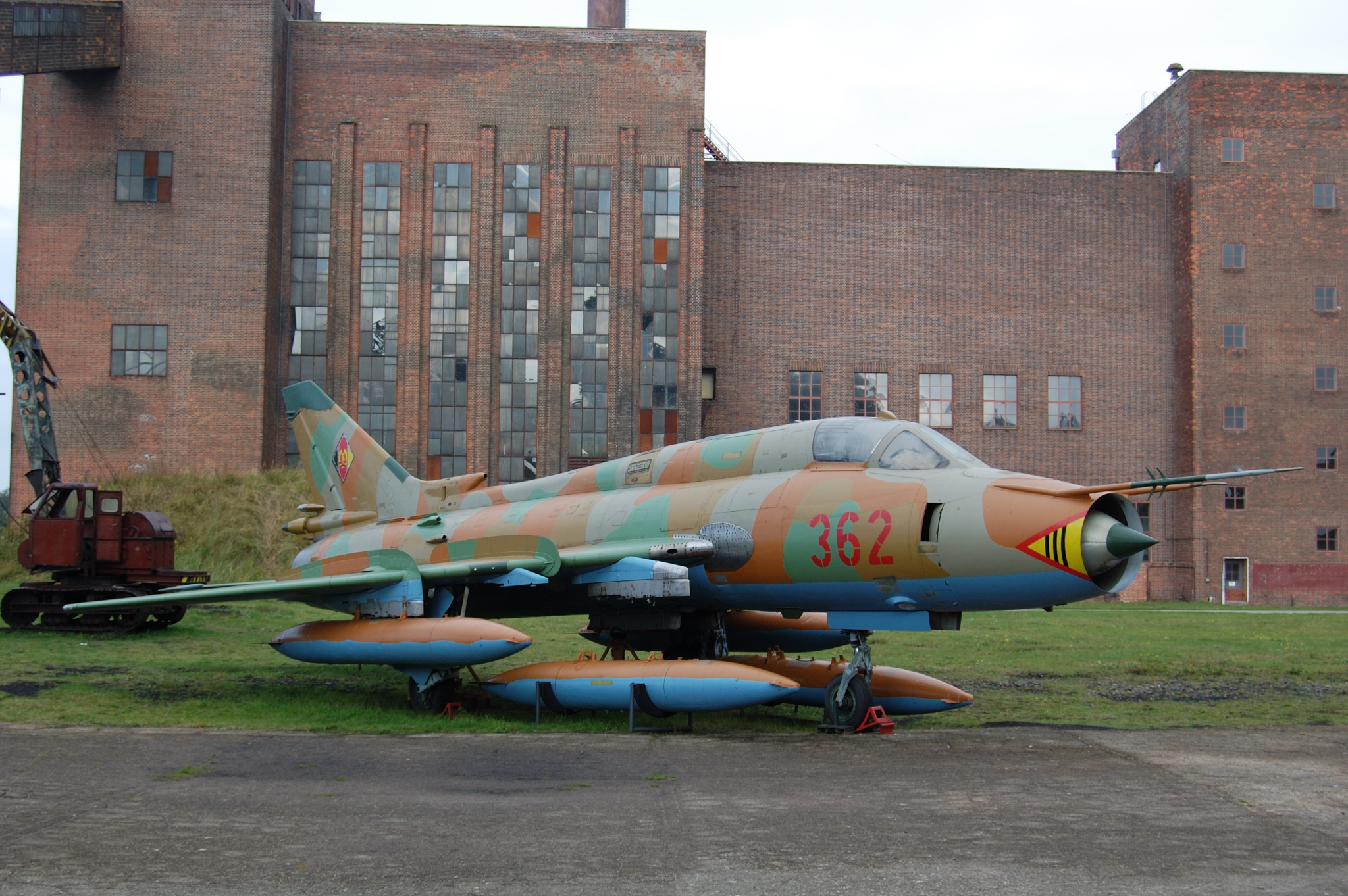
FO FMTFKが保有したSU-22

前線及び軍事輸送航空隊指揮所（ドイツ語: Führungsorgan der Front- u. Militärtransportfliegerkräfte, FO FMTFK）は、国家人民軍航空軍（東ドイツ空軍）における主要な編成の1つ。航空軍司令部直属の部隊であった。

## 任務
FO FMTFKは他の軍種、すなわち地上軍および人民海軍に対する航空戦力の提供をその任務とした。ここには近接航空支援や空輸、および航空情報の提供などの活動が含まれる。

## 歴史
1981年12月、航空軍司令部(Kdo. LSK/LV)は、陸海軍に対する航空支援等を担当する主要な編成として前線及び地上軍航空隊指揮所(Führungsorgan der Front- und Armeefliegerkräfte, FO FAFK)の設置を行なった。この組織は航空軍司令部と共にシュトラウスベルクのバルニム兵舎(Barnimkaserne)に所在した。1984年、地上軍航空隊の設置に伴い、FO FAFKは前線及び軍事輸送航空隊指揮所(Führungsorgan Front- und Militärtransportfliegerkräfte, FO FMTFK)へと改称された。
航空管制およびパイロットの訓練も日常業務として担当しており、本部庁舎地下の司令室には24時間当直要員が詰めていた。
大規模な演習の実施や有事が宣言された場合、指揮所機能はランツィヒ/ベースコー(Ranzig/Beeskow)の掩蔽壕に指揮統制機能を移動し第2指令所(Führungsstelle 2)なる部隊を設置する事と定められていた。また85/1号命令(Direktive 1/85)によると、有事の際にJBG-37、JBG-77、MFG-28、TAFS47、TAFS87の各部隊はソ連第16航空軍の指揮下に入ることとされていた。その他の輸送航空隊はランツィヒ/ベーズコの第2指令所の元で軍事輸送航空隊指揮所(Führungsorgan Militärtransportfliegerkräfte )を結成する事とされていた。また国境警備隊の第16ヘリコプター航空隊(Hubschrauberstaffel-16)や航空軍高級士官学校(Offizierhochschule der LSK/LV)の第35ヘリコプター訓練航空団(Hubschrauberausbildungsgeschwader 35)も第2指令所指揮下の戦力として合流することとされていた。
1990年、東独崩壊により部隊は解散した。一部の装備等はドイツ連邦軍の第5空軍師団に引き継がれた。

### 歴代司令官
| 氏名・階級                                         | 任期            | 備考                 |
| -------------------------------------------------- | --------------- | -------------------- |
| ヴォルフガンク・ビュットナー大佐(Wolfgang Büttner) | 1981年 – 1983年 |                      |
| クラウス・ツィンメルマン大佐(Klaus Zimmermann)     | 1983年 - 1984年 | 代行(M.d.F.b.)       |
| クラウス・ツィンメルマン大佐                       | 1984年 - 1989年 | 1987年4月1日より少将 |
| ラルフ・ヴュカシュ大佐(Ralf Wukasch)               | 1990年          |                      |

## 編成
前線及び軍事輸送航空隊指揮所は下級編成として次のような部隊および部局を含んだ。
- 第37戦闘爆撃航空団「クレメント・ゴットヴァルト」（ドイツ語版）(Jagdbombenfliegergeschwader 37, JBG-37) - ドレヴィッツ
- 第77戦闘爆撃航空団「ゲプハルト・レベレヒト・フォン・ブリュッヘル」（ドイツ語版）(Jagdbombenfliegergeschwader 77, JBG-77) - ラーゲ
- 第28海軍航空団「パウル・ヴィーツォレック」（ドイツ語版）(Marinefliegergeschwader 28, MFG-28) - ラーゲ
- 第77酸素生産・供給隊(Sauerstoffgewinnungs- und Versorgungseinrichtung 77, SGVE-77) - ラーゲ
- 第47戦術偵察航空団(Taktische Aufklärungsfliegerstaffel 47, TAFS-47) - プレシェン
- 第87戦術偵察航空団(Taktische Aufklärungsfliegerstaffel 87, TAFS-87) - プレシェン
- 第24輸送航空隊(Transportfliegerstaffel 24, TFS-24) - ドレスデン飛行場
- 第34輸送ヘリコプター航空団（ドイツ語版）(Transporthubschraubergeschwader 34, THG-34) - ブランデンブルク＝ブリースト飛行場（ドイツ語版）
- 第14連絡飛行隊（ドイツ語版）(Verbindungsfliegerstaffel 14 (VS-14) - シュトラウスベルク